# Leon (Virginia Occidental)
Leon es un pueblo ubicado en el condado de Mason en el estado estadounidense de Virginia Occidental. En el Censo de 2010 tenía una población de 158 habitantes y una densidad poblacional de 163,11 personas por km².

## Geografía
Leon se encuentra ubicado en las coordenadas 38°44′53″N 81°57′16″O / 38.74806, -81.95444. Según la Oficina del Censo de los Estados Unidos, Leon tiene una superficie total de 0.97 km², de la cual 0.83 km² corresponden a tierra firme y (14.44%) 0.14 km² es agua.

## Demografía
Según el censo de 2010, había 158 personas residiendo en Leon. La densidad de población era de 163,11 hab./km². De los 158 habitantes, Leon estaba compuesto por el 98.1% blancos, el 0.63% eran afroamericanos, el 0% eran amerindios, el 0% eran asiáticos, el 0% eran isleños del Pacífico, el 0% eran de otras razas y el 1.27% pertenecían a dos o más razas. Del total de la población el 0% eran hispanos o latinos de cualquier raza.